# Універсальний кулачний бій Ю. А. Кострова
Універсальний кулачний бій Ю. А. Кострова — «АГНІ КЕМПО» — система рукопашного бою, створена Грандмайстрами Ю. А. Костровим, В. А. Морозовою в 1987 році, що розвиває сучасну систему козацького бойового мистецтва. УКБК «Агні Кемпо» — універсальний стиль ведення бою, що охоплює різноманітні удари, кидки, підсічки, больові і задушливі прийоми, а також роботу з різноманітною холодною і сучасною вогнепальною зброєю. Різноманіття прийомів ведення бою дозволяє успішно протистояти навіть озброєному противнику.
В системі Агні Кемпо розроблені унікальні методики, які базуються на підсистемах самооборони і виживання (метод «ПРОФЕСІОНАЛ»), профілактиці захворювань, загального оздоровлення та самозахисту (метод «МІСТ»), а також програми тренувань для підрозділів спеціального призначення поліції (метод «П. У.М. А.»), армії, флоту, служб безпеки, охоронних і антитерористичних підрозділів (метод «Б. А.Р. С.»). Всі методи продовжують ретельно досліджуватися і вдосконалюватися. В УКБК постійно удосконалюються старі і розробляються нові техніки і методики, що максимально пристосовують людину до екстремальних умов сучасного життя.

## Змагання
Участь в змаганнях для представників Організації УКБ Агні Кемпо не є самоціллю, а проте, бійці даного стилю, починаючи з 1992 року, неодноразово перемагали на міжнародних турнірах і чемпіонатах найвищого рівня з Асіхара-карате, Кекусінкай, Дзю-дзюцу, Вовінам В'єт Во Дао та багатьох інших.
У 1992 році Майстер Юрій Буренко став переможцем Міжнародного турніру з Асіхара-карате в Москві (Росія). У травні 1997 року, один з найкращих бійців УКБ, Олег Даценко (в той час коричневий пояс), увійшов до вісімки найсильніших важковаговиків планети на Чемпіонаті Світу Міжнародної Федерації Карате Кекусінкай, посівши шосте місце.
З 2000 по 2003 рік, збірна команди України УКБ неодноразово ставала призером Чемпіонатів Світу та Європи за різними версіями Кекусінкай карате, Асіхара-карате, Сіндокан кай карате, поліційного дзю-дзюцу та ін. А також, команду було відзначено Золотою Медаллю Всесвітнього Фестивалю Бойових Мистецтв в Південній Кореї, в якому брали участь команди більш ніж з 50 країн світу, в тому числі 15 стилів безпосередньо з Республіки Корея.
У 2005 році представник УКБ Агні Кемпо -Денис Майборода (в той час червоний пояс) посів друге місце серед юніорів, взявши срібло на Чемпіонаті Світу з кенпо (Швейцарія). А в 2006 році увійшов до п'ятірки найкращих бійців на чемпіонаті Європи з Кекусинкай карате в Нідерландах, обігравши не один чорний пояс і, вигравши два бої нокаутами.
За роки діяльності Організації УКБ Агні Кемпо в її стінах були вирощено багато чорних поясів, в тому числі чотири чемпіони Європи і чотири чемпіони світу з різних стилів контактних двобоїв. В першу чергу це такі майстри, як Юрій Бруенко, Олег Даценко, Богдан Рапацький, Андрій Геркен, Володимир Білан і Юрій Лабзюк.
Сьогодні існують стилі-послідовники, створені колишніми учнями гранд майстрів Ю. А.КОСТРОВА і В.О Морозової. Це, перш за все, такі, як: Руське Кемпо, Болгарське Кемпо і Слов'янський кулачний бій.